# Governació de Xabwa
La governació o muhàfadha de Xabwa o Shabwa (àrab: محافظة شبوة, muḥāfaẓat Xabwa) és una divisió administrativa del sud del Iemen, a la part occidental del Hadramaut. Té una població de 546.467 habitants (2012). La capital és Ataq. La superfície és de 37.910 km².
Els llocs més interessants de la governació són Beihan al-Qasab, amb les restes de Timna (antiga capital del Qataban); Mablaqah, Habban i Azzan; al uadi Mayfaaa, amb les restes preislàmiques de Naqba Al-Hajar, formades per una antiga muralla i torres, que fou destruïda al segle iv aC; les ciutats costaneres d'Hawra, Irqa, Bal Haf i Bir Ali, i Shabwa, antiga capital de l'Hadramaut, i de la qual la governació va agafar el nom.
Entre 1967 i 1990 fou la muhàfadha IV del Iemen del Sud (amb quatre districtes/muderiah o mudiriyyat) i va agafar el nom de Shabwa després de la unió dels dos Iemens. Posteriorment s'hi van descobrir importants camps de petroli.

## Districts
- Ain
- Al-Talh
- Ar-Rawdah
- Arma
- As-Said
- Ataq
- Bayhan
- Dhar
- Habban
- Hatib
- Jardan
- Mayfaa
- Merkhah al-Ulya
- Merkhah as-Sufla
- Nisab
- Rudum
- Usaylan